# مجموعه نهرداریون
مجموعه نهرداریون در شوشتر، ضلع شمال قلعه سلاسل، باغات ومزارع میان آب واقع شده و این اثر در تاریخ ۲۵ اسفند ۱۳۷۹ با شمارهٔ ثبت ۳۰۸۳ به‌عنوان یکی از آثار ملی ایران به ثبت رسیده است.